# Teatro Satanico
Teatro Satanico, ursprungligen Teatro Satanico Charles Manson, är ett konstnärligt projekt med en experimentell elektronisk musik inriktning, som skapades 1993 i Bassano del Grappa av Devis Granziera och Alberto Maria Kundalini.

## Biografi
Namnet till trots, handlar inte Teatro Satanicos musik om satanism eller djävulsdyrkan. Istället intar de en romantiskt dekadent hållning, mot religion och regelverk som de anser vill begränsa kreativitet och frihet. Teatro Satanico följer tidens fenomen och trender och deras konstnärliga uttryck förändras med den. Gruppen är även öppen för nya medlemmar, gästande artister och konstnärer. 2007 förändrades Teatro Satanico till en postpunk laptop quartet bestående av Devis Granziera, Roberto "Kalamun" Pasini, Mauro Martinuz och Nathalie Antonello. Gruppen ger fortfarande konserter och gör inspelningar.
Medlemmar ur Teatro Satanico ingår i konstellationen New Processean Order, ett andligt musikaliskt projekt vars texter är författade av Robert DeGrimston från sekten The Process Church of The Final Judgment.

## Diskografi (i urval)
- 1994 Teatro Satanico / Pervas Nefandum / Marco Corbelli - Polisatanismo / Le Dolci Cose Perdute (Slaughter, Cass, C60, SP-15)
- 2003 Teatro Satanico - (Ars Benevola Mater, LP,  ABM-03)
- 2006 Teatro Satanico / Muzakiller Untitled (Sottofondo Edizione, CD SM-0001)
- 2008 Teatro Satanico Black Magic Block (Steinklang Industries, CD, SK-46)
- 2012 Teatro Satanico Fatwa (Old Europa Café, CD, OECD-154)
- 2018 Teatro Satanico Featuring Friends (Old Europa Café, CD, OECDR-069)

## Videografi (i urval)
- 1995 Teatro Satanico Delirio Sifilitico (Una Tantum, VHS)
- 2005 Teatro Satanico Mephitic Coitus (NOALabel, VHS, TS-001)
- 2010 Teatro Satanico Niente Da Vedere (NOALabel, VHS, TS-006)